# Lea County
Lea County är ett administrativt område i delstaten New Mexico, USA. År 2010 hade countyt 64 727 invånare. Den administrativa huvudorten (county seat) är Lovington.

## Geografi
Enligt United States Census Bureau har countyt en total area på 11 380 km². 11 377 km² av den arean är land och 3 km² är vatten. 

### Angränsande countyn
- Roosevelt County, New Mexico - nord

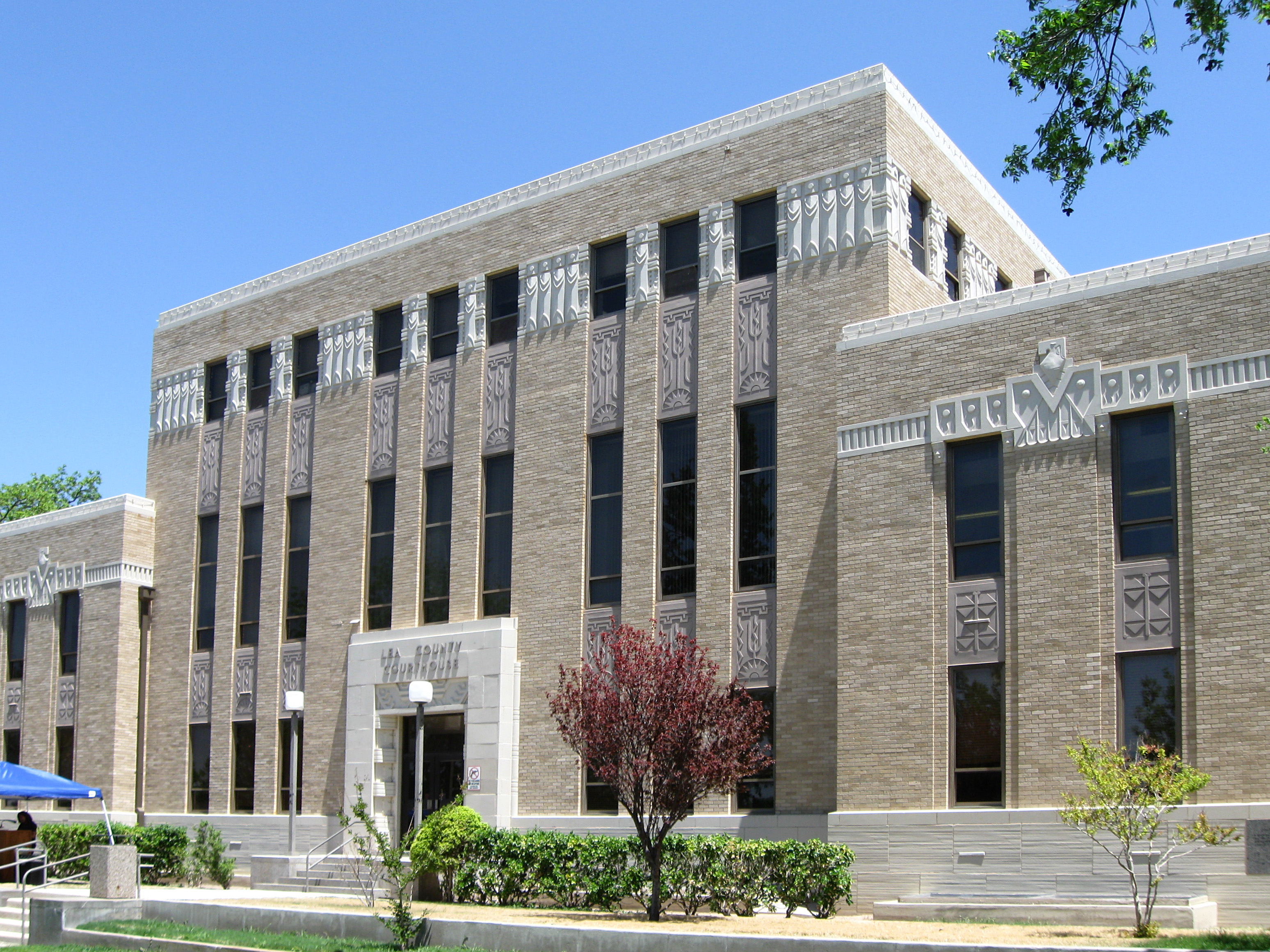
Lea County Courthouse i Lovington

- Chaves County, New Mexico - väst
- Eddy County, New Mexico - väst
- Loving County, Texas - syd
- Winkler County, Texas - sydöst
- Andrews County, Texas - öst
- Gaines County, Texas - öst
- Yoakum County, Texas - öst
- Cochran County, Texas - nordöst